# Добровольчі формування РФ (2022)
Для участі у вторгненні в Україну у 2022 році і подальших бойових дій, влада РФ сформувала значну кількість добровольчих формувань — загонів, рот, батальйонів, дивізіонів та одну зведену бригаду. Частина цих загонів сформована у складі так званого рос. Боевого армейского резерва страны (БАРС), частина — структурами реєстрового козацтва РФ, частина — місцевими органами влади в регіонах. Загалом це 20 загонів (батальйонів) БАРС, (наприклад БАРС-16) 10 загонів козацтва (4 з яких зведені в бригаду), та (станом на серпень 2022 року) понад 60 загонів у регіонах (до цих останніх постійно додаються нові), усього 97 загонів.

## Загони БАРС
БАРС (рос. Боевой армейский резерв страны/специальный), створений указом В. Путіна у 2015 році, але довгий час існував формально (на папері). Фактичне формування загонів БАРС почалось в осені 2021 року. Орієнтовна загальна чисельність — від 8 до 10 тисяч осіб, кількість загонів — імовірно не менше 20. Загони БАРС відправлялись на театр військових дій в Україну до літа 2022, після цього в ролі добровольчих підрозділів їх фактично змінили батальйонні, що формуються в регіонах РФ. Три загони БАРС (БАРС-9; -13; -20) знаходяться під опікою так званого «Союзу добровольців Донбасу» (СДД), решта — під опікою МО РФ. На фронті загони БАРС придаються кадровим військовим частинам.
Зауваження до таблиці: загони БАРС-16 «Кубань» і БАРС-15 «Єрмак» також присутні у таблиці козацьких формувань.
| Номер   | Назва                         | Дата     | Коментар | Джерела       |
| ------- | ----------------------------- | -------- | --- | ------------- |
| БАРС-1  | Загін імені отамана З. Чепіги | —        | Сформований на основі Кубанського військового козацького товариства. | —             |
| БАРС-2  | —                             | —        | Принаймні частково укомплектований мешканцями Якутії; з 11.09.22 виведений у РФ.                                                                                          | [ 3 ]         |
| БАРС-3  | —                             | 16.04.22 | Відмічена участь в бойових діях (квітень 2022). | [ 4 ]         |
| БАРС-4  | —                             | —        | Укомплектований тувинцями. | [ 1 ]         |
| БАРС-5  | —                             | —        | — | —             |
| БАРС-6  | —                             | 27.04.22 | Відмічений в ЗМІ, має в складі тувинський взвод. | [ 5 ]         |
| БАРС-7  | —                             | 00.00.21 | Сформований на базі ПВО, розгромлений 30 квітня під Золотим. | [ 6 ]         |
| БАРС-8  | —                             | 21.07.22 | Відмічений в ЗМІ. | [ 7 ]         |
| БАРС-9  | «Орел»                        | 11.08.22 | Батальйон СДД (один з трьох). | [ 2 ]         |
| БАРС-10 | —                             | —        | — | —             |
| БАРС-11 | -                             | —        | Сформований на основі Кубанського військового козацького товариства. | [ 1 ]         |
| БАРС-12 | —                             | —        | — | —             |
| БАРС-13 | «Рюрик»; «Російський легіон»  | 27.07.22 | Батальйон СДД (один з трьох). | [ 2 ] [ 7 ]   |
| БАРС-14 | —                             | —        | — | —             |
| БАРС-15 | «Єрмак»                       | 19.05.22 | «Козацький» загін, 350 осіб, сформований з членів Волзького, Оренбурзького, Сибірського, Єнісейського та Центрального військових козацьких товариств. Приданий 150-й мсд. | [ 8 ] [ 9 ]   |
| БАРС-16 | «Кубань»                      | —        | Козацький загін сформований на основі Кубанського військового козацького товариства.                                                                                      | [ 10 ] [ 11 ] |
| БАРС-17 | —                             | —        | — | —             |
| БАРС-18 | —                             | 04.07.22 | Станом на серпень діє на Слов'янському напрямку. | [ 12 ]        |
| БАРС-19 | —                             | —        | — | —             |
| БАРС-20 | «Грім»                        | 11.08.22 | Батальйон СДД (один з трьох). | [ 2 ]         |

## Регіональні добровольчі формування
Активно формуються з початку літа 2022 року — переважно в регіонах з низьким рівнем доходів населення. Також відомі як «іменні» батальйони — через те, що замість номера отримують назву (ім'я), зазвичай так чи інакше пов'язану з регіоном формування. Значну частину цих підрозділів планується включити до складу 3-о армійського корпусу, що знаходиться у стані формування (на серпень 2022 року) в Муліно. Загалом, станом на початок вересня 2022 року — 71 підрозділ (загони, роти, батальйони, дивізіони, полки), наступних родів військ — мотострілецькі, танкові, артилерійські, інженерні, військ зв'язку, матеріально-технічного забезпечення, медичні. Добровольці при вступі підписують короткочасовий контракт з МО РФ, також додатково їх заохочують одноразовими виплатами та доплатами від регіональної влади. Російські ЗМІ повідомляють про великі труднощі з комплектацією добровольчих підрозділів. Станом на 10 серпня про участь цих формувань в бойових діях інформації немає.
Зауваження до таблиці: батальйон «Тигр» (Приморський край) також присутній у таблиці козацьких формувань.
| №  | Регіон                  | Назва                                                  | Дата              | Чис.    | Коментар                                                                                                  | Джерела              |
| -- | ----------------------- | ------------------------------------------------------ | ----------------- | ------- | --- | -------------------- |
| 1  | Амурська область        | мотострілецький батальйон «Амурський»                  | —                 | 400-500 | — | [ 15 ]               |
| 2  | Амурська область        | резервний батальйон                                    | 22.06.22          | —       | в стані формування.                                                                                       | [ 16 ]               |
| 3  | Башкортостан            | батальйон імені генерала М. Шаймуратова                | —                 | 450     | — | [ 17 ]               |
| 4  | Башкортостан            | батальйон імені майора О. Доставалова                  | —                 | 300     | — | [ 18 ]               |
| 5  | Брянська область        | батальйон імені О. Пересвета                           | 19.08.22          | 350     | одноразова виплата особовому складу — 210 тис. руб.                                                       | [ 19 ]               |
| 6  | Бурятія                 | «Байкал»                                               | 13.07.22          | —       | одноразова виплата особовому складу — 100 тис. руб.                                                       | [ 20 ]               |
| 7  | Вологодська область     | артилерійський «вологодський» батальйон                | 20.07.22          | —       | в стані формування (на 20.07.22).                                                                         | [ 21 ] [ 22 ]        |
| 8  | Воронезька область      | «воронезький» батальйон                                | 16.07.22          | —       | — | [ 23 ] [ 24 ]        |
| 9  | Дагестан                | дагестанська стрілецька рота                           | 24.07.22          | —       | сформована на базі 136-й омсбр.                                                                           | [ 25 ]               |
| 10 | Забайкальский край      | інженерно-саперний батальон «Даурський»                | 01.09.22          | —       | | [ 26 ]               |
| 11 | Інгушетія               | інгушська стрілецька рота                              | 24.07.22          | —       | у складі 34-ї омсбр.                                                                                      | [ 25 ]               |
| 12 | Іркутська область       | батальйон «Ангара»                                     | 19.07.22          | —       | — | [ 27 ]               |
| 13 | Кабардино-Балкарія      | полк «Кабардино-Балкарія»                              | 22.06.22          | —       | формується 42-ю мсд.                                                                                      | [ 28 ]               |
| 14 | Калмикія                | калмицька стрілецька рота                              | 24.07.22          | —       | — | [ 25 ]               |
| 15 | Карелія                 | розвідувально-артилерійський дивізіон «Онего»          | 27.06.22—15.07.22 | 143     | — | [ 29 ]               |
| 16 | Карелія                 | підрозділ матеріально-техничного забезпечення «Ладога» | 27.06.22—15.07.22 | 150     | — | [ 29 ]               |
| 17 | Кіровська область       | батальйон «Вятка»                                      | 14.06.22          |         | — | [ 30 ]               |
| 18 | Крим                    | кримський батальйон                                    | 21.07.22          | 1200    | — | [ 31 ]               |
| 19 | Курганська область      | «курганський» батальон                                 | 02.08.22          | —       | за участі місцевих козацьких организаций.                                                                 | [ 32 ]               |
| 20 | Курська область         | батальйон матеріально-техничного забезпечення «Сейм»   | —                 | —       | — | [ 33 ]               |
| 21 | Ленінградська область   | артилерійський дивізіон «Невський»                     | —                 | —       | — | [ 33 ]               |
| 22 | Ленінградська область   | артилерійський дивізіон «Ладозький»                    | —                 | —       | — | [ 33 ]               |
| 23 | Ленінградська область   | батальйон                                              | 13.04.22          | 400     | — | [ 34 ]               |
| 24 | Марій Ел                | батальйон «Іден»                                       | 28.07.22          | —       | загальна чисельність 3 марійських батальйонів — 1000 осіб.                                                | [ 35 ]               |
| 25 | Марій Ел                | батальйон «Полтиш»                                     | 28.07.22          | —       | загальна чисельність 3 марійських батальйонів — 1000 осіб.                                                | [ 35 ]               |
| 26 | Марій Ел                | резервний підрозділ «Акпатр»                           | 28.07.22          | —       | загальна чисельність 3 марійських батальйонів — 1000 осіб.                                                | [ 35 ]               |
| 27 | Мордовія                | батальйон «Сияжар»                                     | 14.07.22          | —       | — | [ 36 ]               |
| 28 | Мордовія                | батальйон «Аралай»                                     | 14.07.22          | —       | — | [ 36 ]               |
| 29 | Москва                  | т. зв. «собянінський полк»                             | 01.07.22          | —       | на відміну від інших загонів формується із мешканців інших регіонів (не Москви).                          | [ 37 ]               |
| 30 | Нижньогородська область | танковий батальйон імені К. Мініна                     | 05.07.22          | —       | — | [ 38 ]               |
| 31 | Новосибірська область   | батальйон «Veгa»                                       | 12.08.22          | —       | приданий 3-у ак; одноразова виплата особовому складу — 200 тис. руб.                                      | [ 39 ] [ 40 ]        |
| 32 | Омська область          | ремонтна рота «Іртиш»                                  | —                 | —       | — | [ 33 ]               |
| 33 | Омська область          | рота матеріального забезпечення «Авангард»             | —                 | —       | — | [ 33 ]               |
| 34 | Омська область          | медичний підрозділ «Омь»                               | —                 | —       | — | [ 33 ]               |
| 35 | Оренбурзька область     | батальйон «Яїк»                                        | 08.07.22          | —       | — | [ 41 ]               |
| 36 | Орловська область       | Орловський батальйон                                   | 10.08.22          | —       | заплановано формування.                                                                                   | [ 42 ]               |
| 37 | Пензенська область      | Пензенський батальйон                                  | 30.07.22          | —       | заплановано формування.                                                                                   | [ 43 ]               |
| 38 | Пермський край          | мотострілецька рота «Парма»                            | —                 | 90      | — | [ 33 ]               |
| 39 | Пермський край          | танковий батальйон «Молот»                             | —                 | бл. 160 | — | [ 33 ]               |
| 40 | Пермський край          | батальйон імені Аміра Тимура                           | 09.08.22          |         | формується узбецькою діаспорою; в Узбекистані його учасникам загрожує карне переслідування за найманство. | [ 44 ] [ 45 ]        |
| 41 | Північна Осетія         | батальйон «Аланія»                                     | 03.22             | —       | сформований на базі ДТСААФ Північної Осетії.                                                              | [ 46 ]               |
| 42 | Приморський край        | батальйон «Тигр»                                       | —                 | 300     | сформований Уссурійським козацьким військом, приданий 155-й бригаді морської піхоти.                      | [ 33 ] [ 47 ] [ 48 ] |
| 43 | Самарська область       | батальйон «Самара»                                     | 06.08.22          | —       | планується у складі 3-о ак.                                                                               | [ 49 ]               |
| 44 | Санкт-Петербург         | мотострілецький батальйон «Санкт-Петербург»            | 27.07.22          |         | — | [ 50 ] [ 51 ]        |
| 45 | Санкт-Петербург         | «Кронштадт»                                            | 04.08.22          | —       | | [ 52 ]               |
| 46 | Санкт-Петербург         | «Нева»                                                 | 04.08.22          | —       | | [ 52 ]               |
| 47 | Санкт-Петербург         | «Павловськ»                                            | 04.08.22          | —       | початкова назва — «Балтика».                                                                              | [ 14 ] [ 52 ]        |
| 48 | Саратовська область     | батальйон (перший)                                     | 03.08.22          |         | в стані формування.                                                                                       | [ 39 ]               |
| 49 | Саратовська область     | батальйон (другий)                                     | 03.08.22          |         | в стані формування.                                                                                       | [ 39 ]               |
| 50 | Саха                    | загін «Боотур»                                         | 28.07.22          |         | | [ 33 ] [ 52 ]        |
| 51 | Свердловська область    | Свердловський батальйон                                | —                 | —       | в стані формування.                                                                                       | [ 53 ]               |
| 52 | Смоленська область      | «Фенікс»                                               | 29.07.22          | -       | в стані формування.                                                                                       | [ 54 ]               |
| 53 | Татарстан               | батальйон «Алга»                                       | 09.07.22          | —       | — | [ 55 ]               |
| 54 | Татарстан               | батальйон «Тимер»                                      | 09.07.22          | —       | — | [ 55 ]               |
| 55 | Томська область         | батальйон «Тоян»                                       | 08.08.22          | —       | — | [ 33 ]               |
| 56 | Тюменська область       | інженерний батальйон «Тобол»                           | 12.07.22          | 50      | — | [ 52 ] [ 56 ] [ 57 ] |
| 57 | Тюменська область       | снайперська рота «Тайга»                               | 12.07.22          | —       | — | [ 52 ] [ 56 ]        |
| 58 | Тюменська область       | артилерійський дивізіон «Сибір»                        | 12.07.22          | —       | — | [ 52 ] [ 56 ]        |
| 59 | Ульяновська область     | «Свіяга»                                               |                   | 200     | | [ 33 ]               |
| 60 | Ульяновська область     | «Симбірськ»                                            |                   | 200     | | [ 33 ]               |
| 61 | Хабаровський край       | батальйон зв'язку «Барон Корф»                         | 11.08.22          |         | в стані формування (на 12.08.22).                                                                         | [ 58 ]               |
| 62 | Хабаровський край       | батальйон «Святитель Інокентій»                        | 11.08.22          |         | заплановано формування (на 11.08.22).                                                                     | [ 59 ]               |
| 63 | Ханти-Мансійський АО    | батальйон (перший)                                     | 07.08.22          | —       | — | [ 60 ]               |
| 64 | Ханти-Мансійський АО    | батальйон (другий)                                     | 07.08.22          | —       | — | [ 60 ]               |
| 65 | Челябінська область     | батальйон «Південний Урал»                             | —                 | 253     | — | [ 33 ]               |
| 66 | Челябінська область     | батальйон «Південноуралець»                            | —                 | 261     | — | [ 33 ]               |
| 67 | Чечня                   | батальйон/полк «Північ-Ахмат»                          | 06.22             | —       | — | [ 33 ] [ 61 ]        |
| 68 | Чечня                   | батальйон «Схід-Ахмат»                                 | 06.22             | —       | — | [ 33 ]               |
| 69 | Чечня                   | батальйон «Південь-Ахмат»                              | 06.22             | —       | — | [ 33 ]               |
| 70 | Чечня                   | батальйон «Захід-Ахмат»                                | 06.22             | —       | — | [ 33 ]               |
| 71 | Чувашія                 | батальйон зв'язку «Атал»                               | 01.08.22          | 140     | — | [ 33 ] [ 62 ]        |
| 72 | Московська область      | Легіон Вагнера. Істра                                  | 2023              | 1000+   | — | [ 63 ]               |

## Козацькі добровольчі формування
Загальна чисельність козаків РФ що воюють в Україні станом на початок серпня 2022 — 1,2 тисячі осіб, за російськими джерелами — 5—6,5 тисяч осіб, загальна кількість загонів — 10 та одна зведена бригада. В Краснодарському краї працює центр підготовки козаків-добровольців. Станом на вересень 2023 року кількість формувань — біля 11, у тому числі Добровольчій штурмовий корпус (ДШК) у складі п'яті бригад (одна з них (Волга) на вересень 2023 — у стані формування). Початкова чисельність ДШК (три бригади) — 19 000 осіб.
Зауваження до таблиці: загони імені отамана З. Чепіги та «Кубань», батальйон «Єрмак» також присутні у таблиці загонів БАРС (як БАРС-1, БАРС-16 та БАРС-15 відповідно), батальйон «Тигр» — також присутній у таблиці регіональних формувань.
| №  | Назва                                            | Дата     | Чис.    | Коментар | Джерела                                   |
| -- | ------------------------------------------------ | -------- | ------- | --- | ----------------------------------------- |
| 1  | Добровольчій штурмовий корпус                    | 06.23    | 19 000  | Сформований з бригад «Дон», «Терек» та «Дніпро». Згодом додани бригади «Сибір» та «Волга» (станом на вересень 2023 — у стані створення). Бригади корпусу діють окремо одна від одної (Бахмутський, Запорізький та Херсонський напрямки).                                                | [ 65 ]                                    |
| 2  | Зведена бригада «Дон» імені архістратига Михаїла | 22.07.22 | —       | Сформована шляхом приєднання до батальйону «Дон» загонів «Кубань», «Терек» та «Єнісей»; станом на кінець серпня діє на миколаївському напрямку. Складається з загонів «Аксай», «Манич», «Хопер», «Єлань», «Бузулук». В липні 2023 включена в ДШК.                                       | [ 66 ] [ 67 ] [ 68 ] [ 69 ] [ 70 ] [ 71 ] |
| 3  | Диверсійно-розвідувальна бригада «Дніпро»        | 05.23    | —       | Діє на Запорізькому та Херсонському напрямках. В липні 2023 включена в ДШК. | [ 72 ] [ 73 ] [ 70 ]                      |
| 4  | Розвідувально-штурмова бригада «Сибір»           | 08.23    | —       | Створена на базі загонів «Сибір» та «Єнісей». В стані формування підрозділи «Ангара» та «Іртиш» (на серпень 2023). Поповнюється козаками Сибірського, Єнісейського та Іркутського козацьких товариств. Включена в ДШК.                                                                  | [ 74 ] [ 71 ]                             |
| 5  | Бригада «Терек»                                  | 04.23    | —       | Сформована на базі батальйону «Терек» (сформований 23.07.22 з козаків Терського військового козацького товариства, включений в бригаду «Дон», початково — 250 ос.), додані батальйони «Скиф», «Сибір», «Єнисей», станом на 07.23 формується 5-й батальйон. В липні 2023 включена в ДШК. | [ 47 ] [ 68 ] [ 75 ] [ 76 ] [ 77 ] [ 70 ] |
| 6  | Козацька артилерійська бригада «Волга»           | 09.23    | —       | У вересні 2023 оголошено про початок створення бригади. У складі ДШК. | [ 78 ]                                    |
| 7  | Батальйон «Дон» імені архістратига Михаїла       | 03.22    | —       | Сформований спілкою козаків-вояків Росії та зарубіжжя (СКВРіЗ), згодом розгорнутий у бригаду «Дон»; діяв в районі Ізюму, пізніше на попаснянському напрямку. | [ 66 ] [ 79 ]                             |
| 8  | Загін «Кубань»                                   | 01.05.22 | 400     | На основі Кубанського військового козацького товариства, згодом включений у бригаду «Дон»; також відомий, як БАРС-16. | [ 1 ] [ 10 ] [ 33 ] [ 66 ] [ 67 ] [ 80 ]  |
| 9  | Загін «Єнісей»                                   | 25.07.22 | —       | Згодом включений в бригаду «Дон». | [ 67 ] [ 79 ]                             |
| 10 | Загін «Дон»                                      | 17.08.22 | 200     | Сформований військовим козацькім товариством «Всевелике Військо Донське»; планується до включення в бригаду «Дон». | [ 81 ]                                    |
| 11 | Загін імені отамана З. Чепіги                    | 04.22    | —       | На основі Кубанського військового козацького товариства; станом на 17 серпня діяв на запорізькому напрямку; також відомий як БАРС-1. | [ 33 ] [ 82 ]                             |
| 12 | Загін «Таврида»                                  | 24.04.22 | 800     | Сформований в Криму, т. зв. Чорноморським козацьким військом; на кінець квітня діяв у Донецький області, на 10 серпня — на запорізькому напрямку. | [ 33 ] [ 47 ] [ 66 ] [ 83 ] [ 84 ] [ 85 ] |
| 13 | Батальйон «Єрмак»                                | 24.05.22 | 130     | Сформований Оренбурзьким, Волзьким та Сибірським військовими козацькими товариствами; також відомий як БАРС-15; на середину травня перебував у Луганській області, на 10 серпня — харківській напрямок.                                                                                 | [ 66 ] [ 86 ] [ 87 ] [ 88 ]               |
| 14 | Батальйон «Тигр»                                 | 09.07.22 | 300     | Сформований Приморським окружним козацькім товариством Уссурійського військового козацького товариства, приданий 155-й бригаді морської піхоти. | [ 33 ] [ 47 ] [ 48 ]                      |
| 15 | Загін «Степ»                                     | 04.10.22 | 350-400 | Другий загін Приморського ОКТ УВКТ; в стані формування (на 04.10.22). |                                           |

## ПВК «Редут»
ПВК Редут - низка російських нерегулярних формувань, об'єднаних спільною схемою вербування новобранців: найманці підписуть договір на півроку із неіснуючою компанією, приписуються до військових частин, та в підсумку отримують гроші від Міністерства оборони Росії. Деякі з цих частин є «віртуальними» та існують лише на папері. Контракти укладаються саме у такий спосіб для того, щоб редутівці мали можливість достроково звільнитися, уникнувши кримінальної відповідальності. За системою «Редут» комплектуються кількадесят підрозділів, загальна чисельність яких, за різними оцінками, сягає від 7 до 25 тисяч.
| №  | Назва                                               | Чис.       | Тренувальний табір           | Коментар | Джерела       |
| -- | --------------------------------------------------- | ---------- | ---------------------------- | --- | ------------- |
| 1  | Батальйон «Лістань»                                 | —          | —                            | Козацький підрозділ у складі бригади «Дон». | [ 89 ]        |
| 2  | Бригада «Скіф»                                      | —          | —                            | Козацький підрозділ у складі бригади «Терек». | [ 89 ]        |
| 3  | Розвідувально-диверсійна бригада «Вовки»            | 400 (2022) | Тригуляй, Тамбовська область | Підпорядкована 16-й бригаді спецпризначення, колишня назва — розвідувально-диверсійний загін «Чібіс».                                                                                                 | [ 89 ]        |
| 4  | Розвідувально-диверсійний загін «Тигри»             | —          | Тригуляй, Тамбовська область | Підпорядкований 16-й бригаді спецпризначення. | [ 89 ]        |
| 5  | Загін «Вітер 117»                                   | —          | Тригуляй, Тамбовська область | Підпорядкований 16-й бригаді спецпризначення, колишня назва — загін «Шторм». | [ 89 ]        |
| 6  | Загін «Невський»                                    | —          | Тригуляй, Тамбовська область | Підпорядкований 16-й бригаді спецпризначення. | [ 89 ]        |
| 7  | Загін «Північ»                                      | —          | Ростов-на-Дону               | Підрозділ «Союзу добровольців Донбасу». | [ 89 ]        |
| 8  | Загін «Центр»                                       | —          | Ростов-на-Дону               | Підрозділ «Союзу добровольців Донбасу». | [ 89 ]        |
| 9  | Бригада Святого Георгія                             | —          | Ростов-на-Дону               | Підрозділ «Союзу добровольців Донбасу», до складу бригади входять загони: «Зубр», «Херсон», «Артдивізіон» та «Вихор», які теж комплектуються за допомогою системи «Редут».                            | [ 89 ]        |
| 10 | 60-та окрема штурмова бригада «Ветерани»            | —          | —                            | Формування, створене на початку 2022 як 60-й окремий мотострілецький спеціальний батальйон «Ветерани». У грудні 2022 батальйон було розширено до бригади.                                             | [ 89 ] [ 90 ] |
| 11 | ПВК «Потік»                                         | —          | Тригуляй, Тамбовська область | ПВК Газпрому. | [ 89 ] [ 91 ] |
| 12 | 81-ша бригада спеціального призначення «Ведмеді»    | 600—1000   | Перевальне, Крим             | Військове формування, створене 17 березня 2023 року для участі у вторгненні в Україну та підтримки проросійських режимів у країнах Африки. У складі підрозділу перебуває експедиційний корпус «BEAR». | [ 89 ] [ 92 ] |
| 13 | Загін «Лев»                                         | —          | —                            | — | [ 89 ]        |
| 14 | Загін «Рисі»                                        | —          | —                            | — | [ 89 ]        |
| 15 | Загін «Borz»                                        | —          | Донецьк                      | Загоном командує уродженець Волновахи Дмитро Зіпір із позивним «Борз». | [ 89 ] [ 93 ] |
| 16 | 88-ма розвідувально-диверсійна бригада «Еспаньйола» | 550        | —                            | Формування, що складається з російських футбольних фанатів. Починаючи з 2023 року, комплектування бригади відбувається за системою «Редут».                                                           | [ 89 ] [ 94 ] |
| 17 | Загін «Троя»                                        | —          | —                            | — | [ 89 ]        |
| 18 | Загін «Ірбіс»                                       | —          | —                            | — | [ 89 ]        |

## Мапа
Розташування полігонів, що використовуються для тренувань добровольчих формувань, згідно з «Новая газета. Европа.».